# 最后一件外套
《最后一件外套》，（原名:El último traje）是2017年上映的一部电影，由Pablo Solarz執導 ，安赫拉·莫利纳、马丁·皮罗杨斯基主演，该电影讲述的是一个老裁缝寻找老朋友的故事，故事涉及到二战等内容。 

## 電影內容
88歲的猶太裔裁縫師亞伯拉罕（Abraham Bursztein），從阿根廷布宜諾斯艾利斯飛往波蘭，他意圖尋找一位老朋友彼翠克（Piotrek），在第二次世界大戰結束時，將他從死亡中拯救出來的。已經七十年沒有與他有任何聯繫之後，亞伯拉罕將努力找到他的老朋友，並信守承諾有一天會回來。

## 角色
- 米格・安荷・索拉 (Miguel Ángel Solá) 飾演 亞伯拉罕Abraham
- 安潔拉·莫莉娜( Ángela Molina) 飾演 麥蒂拉
- 歐嘉·博拉茨 (Olga Bołądź) 飾演 歌西亞
- Julia Beerhold 飾演 布格麗Ingrid
- 馬丁·皮羅楊斯基 飾演 李奧Leo
- Jan Mayzel 飾演 彼翠克Piotrek
- Maciej Grubich 飾演 亞伯拉罕Abraham 年少時
- Michal Sikorski 飾演 彼翠克Piotrek 年少時
- Mora Starosta飾演 席娜Sheine
- 娜塔麗婭·沃拜克 飾演 克勞蒂亞Claudia

## 備註
1. ↑  .   [2022-02-14]. （原始内容存档于2022-02-14）.
2. ↑  .   [2022-02-14]. （原始内容存档于2022-02-14）.
3. ↑  .   [2022-02-14]. （原始内容存档于2022-02-15）.